# Privolni (Kurskaia)
|  | Per a altres significats, vegeu «Privolni». |

Privolni (en rus: Привольный) és un poble (un khútor) del krai de Stàvropol, a Rússia, que en el cens del 2010 tenia 720 habitants. Pertany al districte rural de Kurskaia.